# Madeleine Grey
Pour les articles homonymes, voir Grey et Grumberg.
Madeleine Grey, née Madeleine Nathalie Grumberg le 11 juin 1896 à Villaines-la-Juhel (Mayenne) et morte le 13 mars 1979 à Paris, est une chanteuse classique française dont la voix est souvent considérée comme celle d'une soprano mais qui évolue aussi dans un répertoire de mezzo-soprano.

## Jeunesse
Madeleine Grumberg est la fille de deux juifs russes émigrés en France, qui s'étaient rencontrés à l'École dentaire de Paris. Elle étudie le piano chez Mademoiselle Chappard, supervisée une fois par mois par Alfred Cortot, et ensuite le chant chez Madame Bréjean-Silver, puis avec Amédée-Landely Hettich. Son potentiel exceptionnel comme chanteuse est bientôt reconnu par Georges Hüe et Gabriel Fauré. Fauré écrit pour elle son cycle, de mélodies intitulé les Mirages, qu'elle crée en décembre 1919. En 1920, elle donne un concert très remarqué à Paris, avec l'orchestre des Concerts Pasdeloup sous la direction de Rhené-Baton.

## Carrière
Lors de son passage chez Pasdeloup, elle est remarquée par Ravel, qui va travailler en étroite relation avec elle pour interpréter ses œuvres. Il lui confie la version orchestrale de ses Deux mélodies hébraïques en 1920, et la première audition publique des Chansons madécasses en 1926. Sa collaboration avec Ravel se concrétise par de très nombreux concerts, une tournée en Espagne en 1928, où elle rencontre Manuel de Falla, sa participation à un festival à Ciboure, lieu de naissance de Ravel en 1930. Elle participe en janvier 1938 au concert commémoratif donné après sa mort. Joseph Canteloube lui dédicace le troisième cahier de ses Chants d'Auvergne en langue d'oc, et elle les crée en 1926, obtenant un grand succès public. Elle crée ou interprète les mélodies de ses contemporains, les Français Darius Milhaud, Louis Aubert, Arthur Honegger, Francis Poulenc, Louis Beydts, Maurice Emmanuel, Marcel Delannoy, mais aussi les Italiens, Ottorino Respighi, Mario Castelnuovo-Tedesco, Gian Francesco Malipiero, l'Espagnol Joaquin Nin, le Hongrois Béla Bartók. Ses concerts comportent habituellement une partie de chants folkloriques qui lui valent un grand succès.
Madeleine Grey voyage beaucoup, tout particulièrement en Italie où elle est invitée par Gabriele D'Annunzio et où elle rencontre le grand amour de sa vie, le professeur Emilio Bodrero, un fasciste notoire, et aux États-Unis où elle enthousiasme Arturo Toscanini. Quand la guerre avec l'Allemagne éclate en 1939, elle doit se protéger des lois antisémites et réussit à se cacher à Saint-Paul-de-Vence. Son père est déporté en 1943 et gazé à Auschwitz. Elle parvient à sauver sa mère, qu'elle confie à leurs cousins biochimistes réputés, Polonovski-Nitzberg, résidant à Genève. Revenue à Paris après la Libération, elle reprend difficilement sa carrière, qu'elle doit interrompre en 1952, en raison de troubles laryngés. Elle fait encore des voyages au Moyen-Orient et au Brésil. Elle meurt solitaire, oubliée de tous, en 1979.

## Réputation
En 1921, Ravel la recommanda au chef d'orchestre Ernest Ansermet : « Elle est une des plus remarquables interprètes : une voix attractive, agréablement puissante et très limpide. Et notablement une diction parfaite. Grâce à elle, le public a écouté Shéhérazade comme autre chose qu'un poème symphonique. En 1re audition elle a chanté les 2 Chants hébraïques en hébreu. – Je ne saurais garantir la pureté de l’accent, mais on m’a assuré que c’était bon. – Fauré lui a confié la 1re audition de ses dernières mélodies ; G. Hüe aussi. Ceci pour vous dire qu’elle peut chanter autre chose que du Ravel ».
En 1933, Ravel tenta auprès du critique musical Guido Gatti de faire annuler la rupture d'engagement de Madeleine Grey pour un concert dans l'Italie fasciste : « J’apprends que Madeleine Grey, qui avait été choisie pour chanter les Chansons madécasses au Festival de Florence, doit être remplacée par une autre cantatrice : vous m’en voyez désolé. En effet, depuis la création parfaite de Bathori, il y a déjà bien des années, cette œuvre fort difficile a été reprise par beaucoup d’artistes, et non des moindres : aucune, sinon M. G. [Madeleine Grey], n’en a rendu aussi fidèlement le caractère. C’est elle que j’ai choisie récemment lorsque la Société Polydor m’a demandé d’enregistrer ces 3 pièces en me laissant le choix des interprètes ».

## Publications
- « Souvenirs d'une interprète », La Revue musicale, no 187,‎ décembre 1938, p. 175-178 (ISSN 0768-1593, BNF 32860854) Souvenirs sur Maurice Ravel dans le numéro spécial d'hommage au compositeur lors du premier anniversaire de sa mort